# 에오신 Y
에오신 Y(영어: Eosin Y)은 조직학에서 가장 일반적으로 사용되는 에오신 형태이며, 특히 H&E(해마톡실린과 에오신) 염색에 사용된다. 에오신 Y는 파파니콜로 염색과 로마노프스키 타입의 세포학적 염색에도 널리 사용된다. 유기 합성에서 광감작제로도 사용된다.

## 활용
에오신 Y는 일반적으로 붉은 잉크의 붉은 색소로 사용된다.
조직학에서 일반적으로 사용되며, 특히 H&E 염색(헤마톡실린 & 에오신)에서 가장 많이 사용된다. 에오신 Y는 파파니콜로염색(팹 테스트에서 사용)과 로만노프스키염색의 세포생물학적 염색에도 널리 사용된다. 또한 유기 합성에서 광감작제로 사용된다.

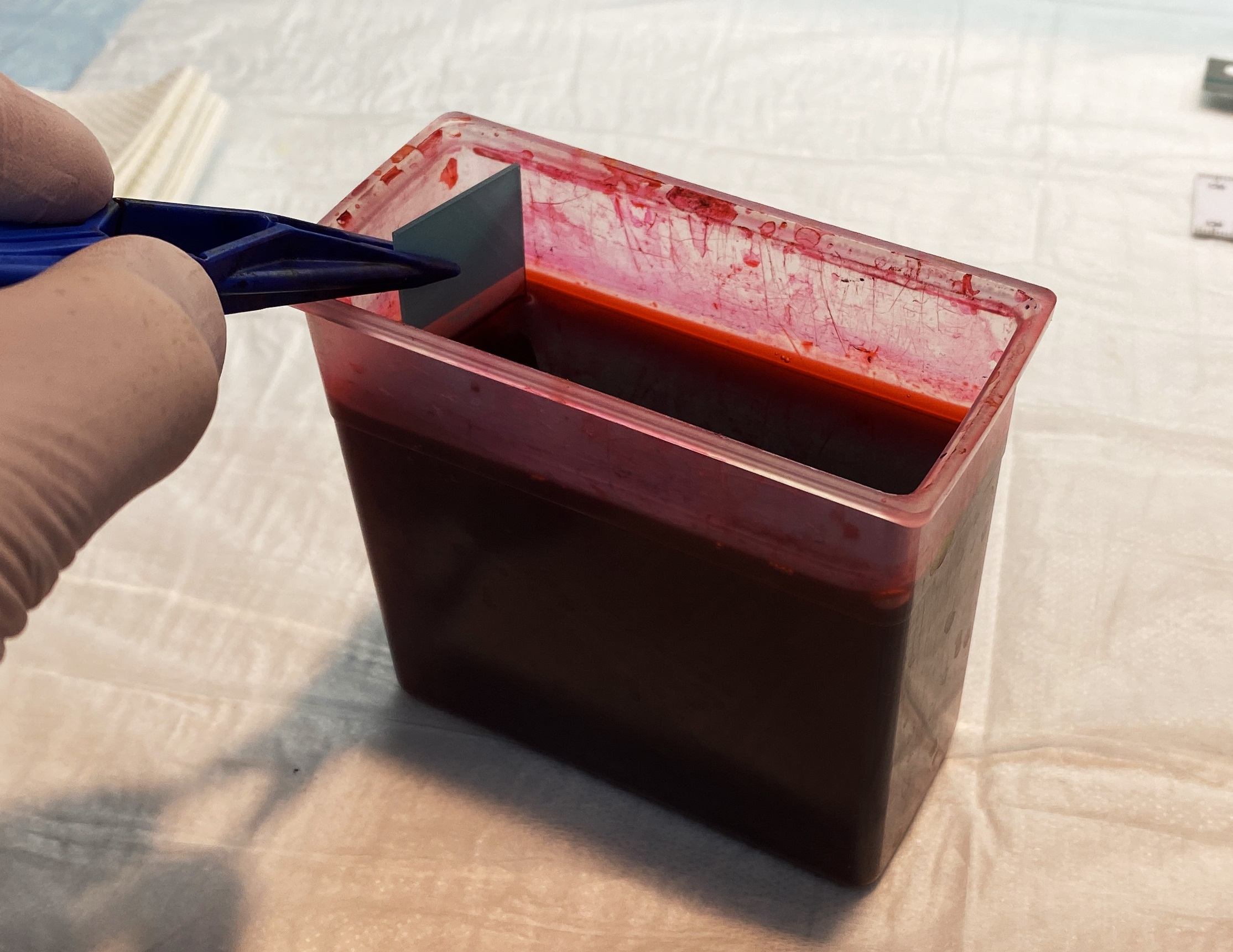
현미경 슬라이드를 염색하기 위한 Eosin Y 용액.
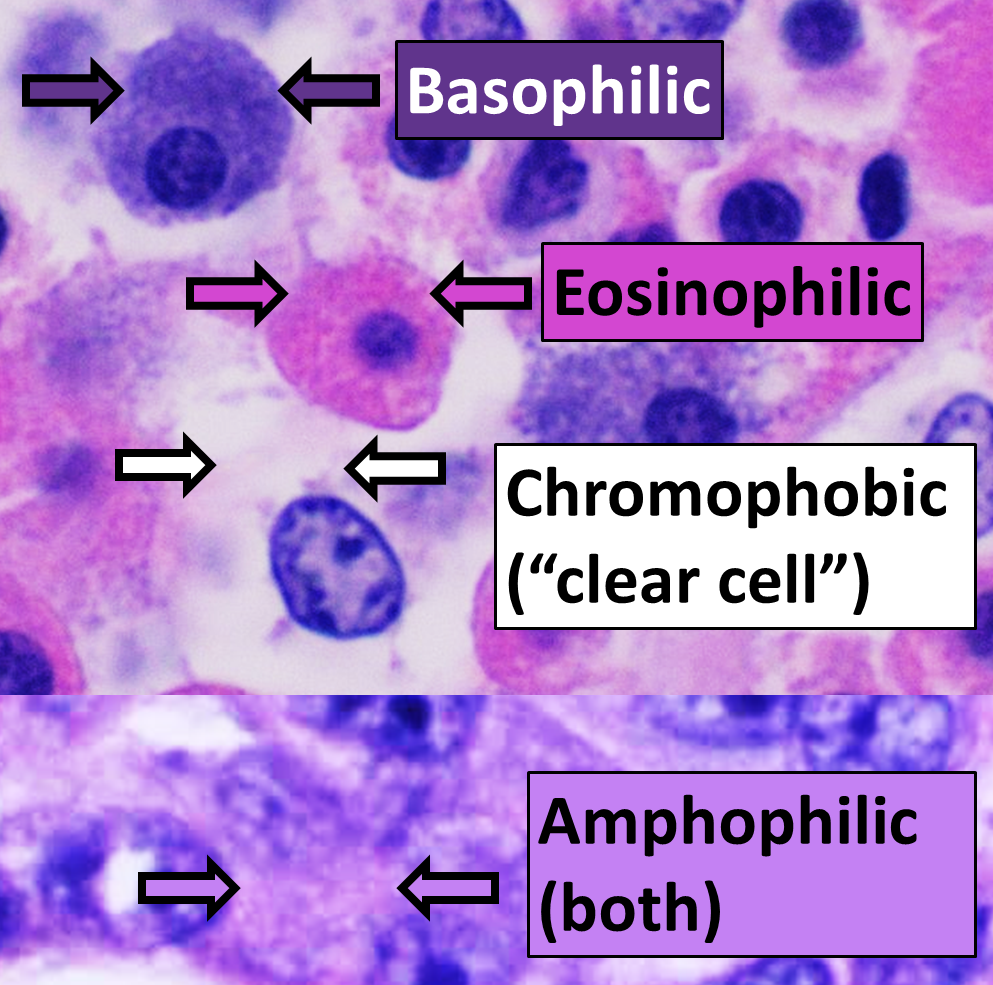
헤마톡실린과 에오신(H&E)을 사용할 때 다른 경우와 비교하여 에오신 Y를 사용하는 호산성 염색.

## 같이 보기
- 에오신